# Megachile megachiloides
Megachile megachiloides är en biart som först beskrevs av Johann Dietrich Alfken 1942.  Megachile megachiloides ingår i släktet tapetserarbin, och familjen buksamlarbin. Inga underarter finns listade i Catalogue of Life.